# Feria de Cali
La Feria de Cali (antes conocida como Feria de la Caña), es una festividad celebrada anualmente con este nombre desde 1957 en la ciudad vallecaucana de Cali en Colombia que se lleva a cabo entre el 25 y el 30 de diciembre. Sus eventos más importantes son el Salsódromo y el llamado Superconcierto. Durante sus eventos participan orquestas locales, nacionales e internacionales que representan todos los ritmos tropicales bailables. 
Es organizada por la Corporación de Eventos, Ferias y Espectáculos de Cali, Corfecali.

## Turismo
La Feria de Cali es un evento importante, anualmente asisten más de 700 000 personas, de los cuales más de 100 000 corresponden a turistas nacionales y más de 40 000 a visitantes internacionales. A la feria llegan principalmente por su clima, los eventos y la rumba; convirtiéndose en uno de los principales destinos turísticos de Colombia y Latinoamérica entre el 25 y 30 de diciembre de cada año.

## Historia
El 7 de agosto de 1956 ocurrió en la ciudad de Cali una gran explosión, suceso trágico que generó ruinas, pérdida de vidas humanas y una notable recesión económica en la ciudad. Para 1957 la moral de la ciudad estaba muy baja, lo que impactaba gravemente en la economía y sociedad en general, razón por la cual las autoridades resolvieron al año siguiente organizar una feria como una oportunidad para superar la tragedia y un motor de reactivación económica. La primera feria incluyó la exposición y venta de artesanías, calzado, marroquinería, entre otros. Con los años la festividad fue tomando mayor importancia como motivo para visitar la ciudad por parte de caleños residentes en otras ciudades, así como personas de todo el país. La fuerte tradición fiestera de la ciudad, sumada a la variedad de espectáculos, le fue abriendo la puerta al turismo internacional.
En 1967, al asumir el compromiso de realizar los VI Juegos Panamericanos en 1971, la ciudad tuvo un rápido desarrollo económico y de infraestructura; a pesar de que en el corto plazo tuvo un alto costo social, pues las obras realizadas demandaron una gran cantidad de empleos, por lo que muchas familias llegaron a la ciudad a trabajar en las obras. Una vez concluidas estas justas, el desempleo creció alarmantemente y ello implicó una recesión económica en la ciudad, ocasionando dificultades en las ferias de los años siguientes.
A partir de la década de 1980, el ritmo de la salsa comenzó a tomar más fuerza en la ciudad, destacándose bailarines, músicos, cantantes y compositores, de ellos el más destacado fue Jairo Varela quien con su orquesta el Grupo Niche le dio la identidad salsera a la ciudad. En el año 1990 se crea Corfecali, entidad encargada de organizar, operar y producir eventos culturales de la ciudad, pero su función misional desde su creación ha sido la Feria para mantenerla y posicionarla como el evento insignia de la ciudad.

### Programación
Desde la feria de 2008 se comenzaron a dar cambios en la organización de la feria. Uno de los más notables fue la creación de la autopista de la Feria, consistente en el cerramiento del tráfico de la Autopista Sur entre la Avenida Guadalupe y la carrera 39 (carriles de sur a norte) para instalar graderías y la logística necesaria para el desarrollo de desfiles en un recorrido de cerca de kilómetro y medio.
Los principales eventos que componen la feria de Cali han sido:
- Salsódromo: Creado para la feria de 2008 y que reemplaza a la cabalgata como el acto inaugural. Fue una iniciativa creada para reforzar la identidad salsera de la ciudad, y reafirmar ese posicionamiento a nivel nacional e internacional como Capital mundial de la salsa (2002). Durante el evento 1300 bailarines de las mejores escuelas de salsa de la ciudad desfilan bailando con coreografías alusivas a la salsa. Se ha convertido en el evento más importante de la feria y el que ha reunido cerca de 600.000 personas.

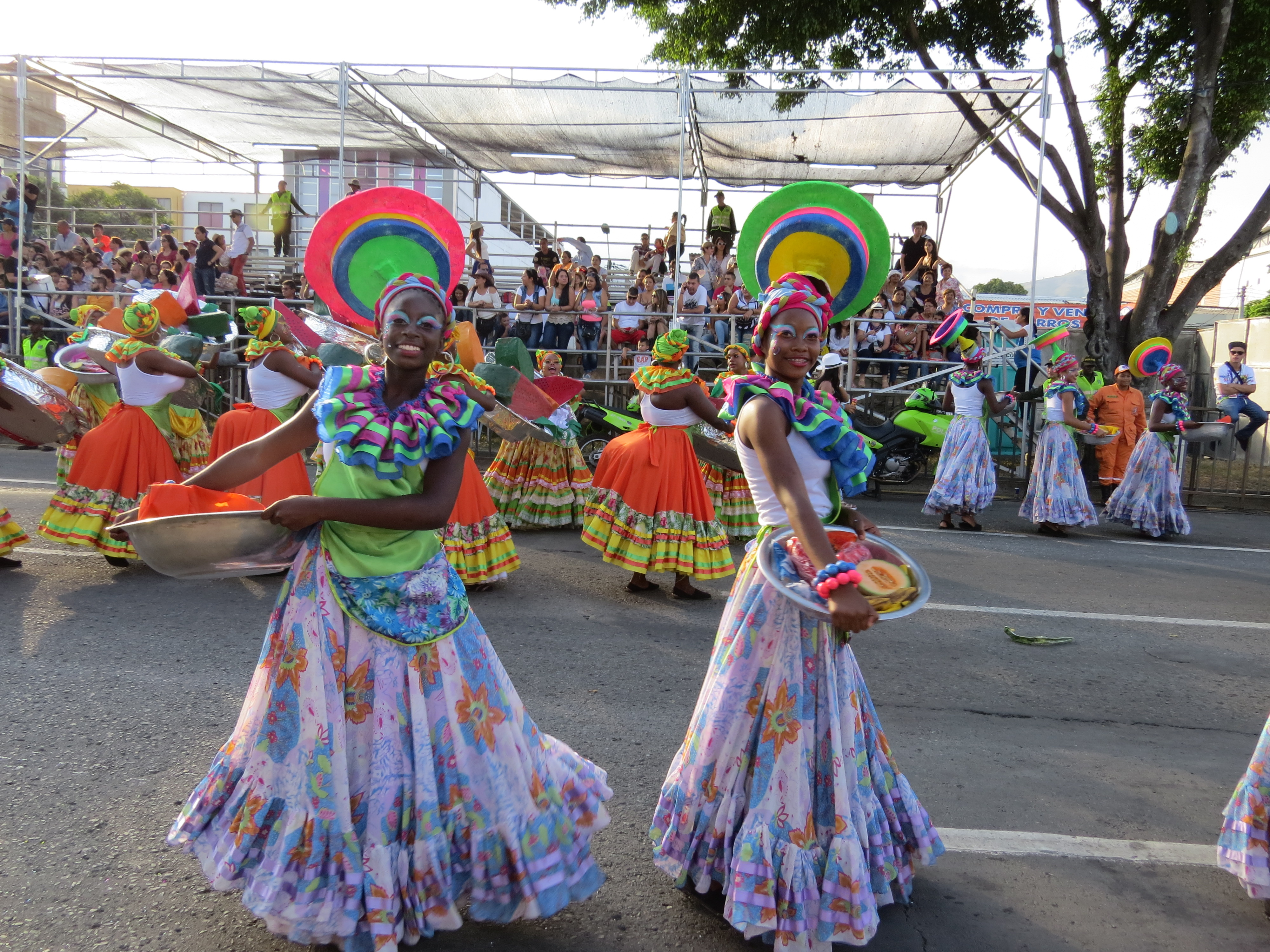
Carnaval de Cali Viejo, del 28 de diciembre de 2015, en la Feria de Cali.

- Carnaval de Cali Viejo: Evento creado para recordar y rendirle tributo a hechos y personajes que marcaron el desarrollo de Cali como ciudad. Se presentan comparsas con diferentes temáticas, así como asociaciones hacen presencia para transmitir mensajes mediante sus comparsas. Este evento es más antiguo que la misma Feria de Cali, y en diciembre de 2022 se celebraron los 100 años del primer desfile de Carnaval de Cali en 1922.[10]
- Desfile del Autos Clásicos y Antiguos: Espacio donde los poseedores de autos clásicos o lujosos los exhiben por medio de un recorrido preestablecido, en ocasiones utilizando atuendos asociados al auto.[11]
- Superconcierto: Realizado en el Estadio Olímpico Pascual Guerrero y generalmente es la oferta musical más importante del año. Se presentan reconocidos artistas y exponentes de diversos géneros musicales.
- Encuentro de Salsómanos, Melómanos y Coleccionistas: Evento tradicional de la feria, donde se reúnen personas apasionadas por la música, coleccionistas de salsa y espectadores en general. A partir del 2012 se realiza en las Canchas Panamericanas, durante los seis días de la feria.
- Reinado Panamericano de la Caña de Azúcar: Se ha realizado de manera intermitente en diferentes ferias y su propósito, además de enriquecer la oferta de espectáculos de la feria, es exaltar la tradición de mujeres bellas de la ciudad e integrar la hermandad entre los países panamericanos.
- Chiquiferia: Espacio creado con eventos y atracciones mecánicas para los niños.
- Cabalgata: Era el acto inaugural de la feria. Fue cancelada a partir de la edición 57 de la Feria de Cali.
- Feria taurina: Se trata de uno de los eventos más característicos de la Feria de Cali. Durante varios días, en la Plaza de toros de Cañaveralejo, se celebran corridas de toros contando con los mejores toreros y ganaderías del panorama internacional, siendo ésta una de las ferias taurinas de más importancia de América.
- Desfile de Colonias (2021): Un desfile cultural de las distintas colonias que habitan el Valle del Cauca.[12]
- Fiesta de mi Pueblo: Un desfile con carrozas y comparsas que desde 2021 muestra lo mejor de la tradición cultural y patrimonial de los 42 municipios del Valle del Cauca.[13]

### Elección del disco de la feria
Es una canción que representa cada año el espíritu de las festividades. La organización gestora de la feria (Corfecali) ha impulsado un concurso anual para que los ciudadanos elijan el disco de la feria para el año en curso. Los medios locales colaboran con la gestión del concurso. El artista ganador adquiere un trofeo y el derecho de tocar en el concierto inaugural de la Feria de Cali.
La primera edición de la feria se realizó en 1958 y la primera canción ganadora de la Feria de Cali, fue “(La cruz de) Palo bonito” del compositor dominicano Ricardo Rico, interpretada por la orquesta de Edmundo Arias, con la voz de la argentina Lita Nelson (Manuelita Fernández Nelson).

### Eventos alternos
Alrededor de la Feria de Cali se dan otros eventos que complementan la oferta de diversión y rumba de la ciudad, entre ellos:
- Tascas: Oferta cultural y gastronómica durante la temporada de feria, lugar de reunión y complemento de los eventos principales.
- Concierto Flow de la Feria: Importante concierto, al que suelen asistir los representantes más importantes de los géneros urbanos latinoamericanos.
- Festival de orquestas Salsódromo: Evento en el que se presentan orquestas en vivo, principalmente grupos de salsa y música norteña.
- Feria POKER: Serie de conciertos de Salsa, Música Popular y del Pacífico colombiano.
- Verbenas populares: En diversos sectores del oriente de Cali durante la programación se realizan verbenas populares, en las que se baila al ritmo de la musica, se celebra el carnaval, los asistentes lanzan espuma de carnaval y harina, como ocurre todos los primeros de enero en el barrio Ulpiano Lloreda.